# Revolução de 30 (documentário)
Revolução de 30 é um documentário brasileiro, em preto-e-branco, produzido e dirigido por Sylvio Back em 1980, com duração de 118 minutos.
Na verdade, é uma colagem de vários documentários e filmes de ficção sobre a revolução de 1930. As imagens de cinema mudo são acompanhadas por algumas legendas, números musicais, inclusive canções da época conforme pesquisa musical e arquivo fonográfico de Jairo Severiano, e comentários didáticos de Edgard Carone, Boris Fausto e Paulo Sérgio Pinheiro. Locuções originais de Maurício Lacerda (1931) e General Miguel Costa (1930).

## Lista de filmes integrantes do documentário (conforme letreiros finais)
- A Campanha de Arthur Bernardes (1922), Carioca Film - RJ
- Ao redor do Brasil (1933), Major Thomas Kels - RJ
- Fábricas Votorantim (1922), Independência film - SP
- América para os americanos (1922)...RJ
- Cinquentenário da colonização italiana no Brasil (1936)...SP
- O Grandioso Cortejo Cívico de Domingo em Honra de Rui Barbosa (1923) - Independência film - SP
- Revolução de 1923 no Rio Grande do Sul (1923), de Benjamin Camozatto - RS
- O Segredo do Corcunda (1925), de Alberto Traversa - SP
- Acaba de chegar ao Brazil o bello poeta Francez Blaise Cendrars (1972), de Carlos Augusto Machado Calil - SP
- Alvorada de Glória (1931), de Victor Del Picchia e Luís de Barros - SP
- Revolução de 1924 (1924), Scab Film - MG
- Getúlio, Drama e Glória de um Povo (1959), de Alfredo Palácios - SP
- Hollyood Studios (1982), de Arthur Rugge - EUA/PR
- Taubaté (1927) - Hellos film - SP
- Alma Camponesa (1929), de Júlio de Moraes - RJ/EUA
- São Paulo, Sinfonia da Metrópole (1929), de Rodolfo Rex Lustig e Adalberto Kemeny - SP
- Novo Presidente do Paraná (1928), Botelho Film - RJ
- Fragmentos da Vida (1929), de José Medina - SP
- A Era da Renascença Nacional (1929), Botelho Film - RJ
- Pátria Redimida (1930), de João Batista Groff - PR
- Manobra da Força Pública de São Paulo (1930)...-SP
- Revolução no Rio Grande do Norte (1930), de João Alves - RN
- Pauliceia Fantástica (1970), de João Batista de Andrade, Comissão Estadual de Cinema e Conselho Estadual de Cultura da Secretaria de Esporte e Turismo - SP
- Pernambuco e sua exposição em 1924 (1924), Pernambuco - Film.

### Acervos a que pertencem as imagens (conforme lista nos créditos iniciais)
- Fundação Cinemateca Brasileira - SP
- Cinemateca do Museu de Arte Moderna - RJ
- Cinemateca do Museu Guido Viaro - PR
- Arquivo "Edgard Leuenroth" - UNICAMP - SP
- Fundação José Augusto - RN
- Primo Carbonari - SP
- Coleção Estevão Rainer Harbach - PR
- CPDOC - Fundação Getúlio Vargas - RJ
- Museu de Imagem e do Som - FEMURG - RJ
- Museu Paranaense - PR
- Depto. do Filme Cultural da EMBRAFILME - RJ
- Edgard Carone - SP
- Arquivo de Aécio Andrade - RJ

## Resumo do enredo
As imagens se iniciam com menções ao "Centenário da Independência do Brasil em 1922" feitas por norte-americanos e brasileiros e com a campanha que elegeu o presidente Artur Bernardes. Há comentários sobre as rebeliões nesse período, em especial ao Tenentismo visto como uma tentativa de abrir brecha no sistema oligárquico e não de derrubar o sistema (Carone). Algumas imagens de operários e menções a Greve de 1917 são vistas em seguida, comentando-se que não há ligação dessas reivindicações com as do Tenentismo. A seguir inicia-se a exibição da parte inicial de "Alvorada de Glória" (1931), que conta a história do jovem paulistano Nilo que abandona seu amor Lygia para unir-se ao movimento tenentista. Durante a sequência do documentário, outras partes dessa história são mostradas, como a derrota do movimento e o exílio de Nilo no exterior, até a volta dele e a participação heroica na Revolução de 30. Sucedem-se imagens do general legalista Eduardo Sócrates, das ruínas da "fábrica do milionário Gamboa" em São Paulo, onde se abrigaram os revoltosos que sofreram bombardeio, e do Moinho Matarazzo, que além dos tiroteios fora alvo também de saques, e a saída das tropas (Revolução de 1924) . Em seguida Getúlio Vargas aparece pela primeira vez participando de um churrasco e surgem imagens de Hollywood, acompanhadas de comentários sobre os interesses norte-americanos na Revolução de 30, rejeitando-se a hipótese de uma eventual disputa entre o capitalismo norte-americano (do lado dos revoltosos) e o capitalismo inglês (do lado do governo e dos cafeicultores). A seguir aparecem o Presidente Washington Luís que sucedera Bernardes em 1926, tendo que enfrentar uma grave crise financeira no país. Getúlio Vargas reaparece num banquete no Rio de Janeiro em 1927 em homenagem ao futuro Governador do Paraná, Senador Affonso Camargo, que depois seria deposto. Nas imagens estão ainda o vice-presidente Mello Vianna, Antonio Azeredo - vice-presidente do Senado e os governadores Manoel Duarte, Adolpho Konder e Juvenal Lamartine. O paulista Julio Prestes aparece discursando em agradecimento a sua indicação para candidato governista na eleição presidencial, o que desagradou os políticos mineiros que formaram a Aliança Liberal juntamente com Rio Grande do Sul e Paraíba para apoiar Getúlio Vargas. A seguir é mostrada a chegada de Prestes à São Paulo, recebido por uma grande multidão popular, comentada como manifestação comum no período de final dos anos 20 e início dos anos 30. João Pessoa é visto em um discurso de 1930 e seu assassinato é comentado como não tendo relação direta com sua postura contra o governo, mas que deflagrou os acontecimentos que levaram a deposição militar de Washington Luís e o impedimento de Prestes. Imagens da movimentação militar nos estados da Aliança, além da deposição do governador do Paraná com a leitura de um "manifesto ao povo" pelo General Plínio Tourinho e a posse do governador provisório,são exibidas. São vistos o General Elysario Paim e a seguir, Getúlio Vargas chegando em Curitiba, trajando uniforme militar. O embarque do Capitão Arnoldo Mancebo para Santa Catarina, para tomar posse do governo esta em uma cena. No Rio Grande do Norte, se organizam as tropas comandadas pelo coronel Tavares Guerreiro para partida para a Bahia. O tenente-coronel Perouse Pontes fala ao povo que saúda o desembargador Silvino Bezerra.
Um acampamento de tropas legalistas em Itararé aparece em seguida, com destaque para os "lança-minas" ("morteiros"). Góis Monteiro também é mostrado. Outros militares revoltosos são vistos: General Miguel Costa, Coronel Baptista Luzardo e General João Alberto. O jornalista Assis Chateaubriand que apoiou o movimento está em uma imagem, além do prédio do Consulado Inglês onde se refugiou Júlio Prestes. Simões Lopes, Lindolfo Collor, Oswaldo Aranha e Juarez Távora aparecem após a vitória da Revolução. Nas últimas cenas, Getúlio Vargas é visto no dia de sua posse no Rio de Janeiro.